# El Dorado, Huehuetoca
El Dorado är en fabriksort i Huehuetoca kommun i delstaten Mexiko, Mexiko. El Dorado ligger nordöst om kommunens huvudort, Huehuetoca, i den centrala delen av landet. Orten tillhör Mexico Citys storstadsområde och hade 2 964 invånare vid folkmätningen 2010.